# Delegation (diplomati)
 For alternative betydninger, se Delegation. (Se også artikler, som begynder med Delegation)
En delegation er i diplomatiet en gruppe repræsentanter for en stat eller en international organisation, som har mandat til at forhandle aftaler med anden myndighed. Som regel kræves der dog en underskrift eller ratifikation fra en suveræn før delegationernes indgåede aftaler kan træde i kraft. Under London-konferencen (1864) var den danske delegation hæmmet af et uklart mandat fra regeringen og kunne derfor ikke indgå det kompromis, der måske havde ført til en fredsaftale.
En fast repræsentation er i modsætning til en delegation valgt eller udpeget for en bestemt periode. Personalet på en ambassade udgør således en fast repræsentation.
Udtrykket en delegeret anvendes lejlighedsvis om en person, der deltager i en valgt forsamling, fx en partikongres.